# Candeias Jota Jr.
Joaquim Antonio Candeias Júnior, mais conhecido como Candeias Jota Jr., foi um compositor e violonista paraense de música popular brasileira.  Entre suas composições, destacam-se algumas que fizeram parte do repertório do Carnaval nos anos 50, uma delas sendo Sapato de Pobre (aqui na voz da cantora Marlene).
Ficou inicialmente conhecido como Jota Jr., mas posteriormente adotou o nome artístico Candeias Jota Jr., haja visto o famoso jornalista e locutor esportivo Jota Júnior que trabalhou na Rede Globo e na Rede Bandeirantes. Também era confundido com o sambista carioca Candeia.
O Belenense Candeias Jota Jr. começou a fazer composições musicais ainda criança, a partir dos 12 anos de idade. Aprendeu a tocar violão sozinho. Além de compor, ele também escreveu poemas. Foi Coronel do Exército e Professor do Magistério Militar. Trabalhou como administrador de empresas, era membro da União Brasileira de Compositores e da Sociedade Brasileira de Administração e Proteção de Direitos Intelectuais, tendo sido Diretor Administrativo da SOCINPRO. Também foi membro da Ordem dos Músicos do Brasil. Além de compositor e músico, Candeias Jota Jr. era considerado um atleta. Tinha o costume de dar caminhadas matutinas na orla carioca. Foi pai de dois filhos e avô de cinco netas.

## Discografia
- ”Candeias Jota Jr. Canta suas músicas. Volume I”
- ”Candeias Jota Jr. Canta suas músicas. Volume II”
- ”Candeias Jota Jr. Canta suas músicas. Volume III”